# Градски музеј у Бјеловару
Градски музеј у Бјеловару је установа која се налази на Тргу Еугене Кватерник 1. Садржи шест одељења са 34 збирке: археолошко одељење, одељење за етнологију, за историју, културно-историјско одељење, одељење галерија и библиотеку.

## Историја
Оснивању музеја у Бјеловару је претходило постојање неколико приватних колекција: Хајнриха Камера, службеника аустроугарских железница који је често мењао место становања, најдуже је службовао у Корушкој док се није трајно настанио у Бјеловару и Ивана Барешића, грађевинског предузетника и музичара, колекционара старина и почасног конзерватора за град и округ Бјеловар који је своју приватну збирку отворио за јавност 15. новембра 1953. Данас Бјеловарски музеј поседује највећи део Барешићеве збирке и мањи део Камерове. Иницијативу за оснивање Бјеловарског музеја је покренуо 1946. године у име тадашњег Културног центра учитељ Раде Ковач, касније један од његових првих директора. Три године касније, 25. августа 1949, је донета одлука о оснивању Завичајног музеја у коме су запослена два кустоса и један хонорарни управник. Одлуком Народног одбора општине Бјеловар од 27. априла 1954. музеј је променио назив у Градски музеј Бјеловар. У почетку је мењао неколико локација док се трајно није настанио у једноспратној згради старе градске управе подигнутој 1832. године у данашњем историјском језгру града која има статус културног добра прве категорије. Комплетно је реновиран у периоду од 2007. до 2010. године.